# Georges Ier (roi de Saxe)
Pour les articles homonymes, voir Georges Ier et Georges de Saxe.
Georges Ier (en allemand : Friedrich August Georg Ludwig Wilhelm Maximilian Karl Maria Nepomuk Baptist Xaver Cyriacus Romanus), né le 8 août 1832 à Pillnitz et mort le 15 octobre 1904 dans la même ville, troisième fils du roi Jean Ier et d'Amélie de Bavière, est un membre de la maison de Wettin et le sixième roi de Saxe du 19 juin 1902 au 15 octobre 1904.

## Biographie

### Famille
Fils cadet du roi Jean Ier et d'Amélie de Bavière, il est le petit-fils du prince Maximilien de Saxe et de son épouse Caroline de Bourbon-Parme, et donc un descendant direct du roi de Pologne Auguste III, de l'impératrice Marie-Thérèse d'Autriche, du roi de France Louis XV et du roi d'Espagne Philippe V.
Né à Pillnitz, il n'est à sa naissance que sixième dans l'ordre de succession au trône de Saxe, et n'est donc pas destiné à régner. Élevé par son grand-père le prince Maximilien, il a quatre ans quand son oncle Frédéric-Auguste devient roi de Saxe sous le nom de Frédéric-Auguste II. Fils du prince Jean, il fait alors partie de la branche cadette de la lignée royale et grandit à Pillnitz et non à Dresde.

### Vie et mariage
Le prince Jean devient roi de Saxe après la mort accidentelle de son frère Frédéric-Auguste II en août 1854 sous le nom de Jean Ier. Il s'installe à Dresde avec ses enfants. Georges est alors deuxième dans l'ordre de succession après son frère aîné, le prince Albert.
Le roi meurt en 1873 à l'âge de 71 ans ; son fils aîné devient le roi Albert Ier. Ce dernier, marié à Caroline de Vasa, n'a pas de descendance, ce qui fait de Georges l'héritier du trône.
Présenté un moment comme un fiancé possible pour sa cousine la princesse Hélène en Bavière, puis pour la sœur de cette dernière, Élisabeth de Wittelsbach (dite « Sissi »), il est ensuite pressenti comme candidat potentiel à la main de la princesse Charlotte, fille unique du roi des Belges Léopold Ier. Le prince Georges épouse finalement à Lisbonne le 11 mai 1859, l'infante Marie-Anne de Portugal (1843 – 1884).
Huit enfants naissent de cette union :
- Marie-Jeanne (1860 – 1861) ;
- Élisabeth (1862 – 1863) ;
- Mathilde (1863 – 1933) ;
- Frédéric-Auguste (1865 – 1932), qui succède à son père sur le trône de Saxe, épouse en 1891 Louise de Toscane (1870 – 1947), dont il divorce en 1903 ;
- Marie-Josèphe (1867 – 1944), qui épouse en 1886 Otto de Habsbourg-Lorraine (1865 – 1906) et est la mère de l'empereur Charles Ier d'Autriche ;
- Jean-Georges (1869 – 1938), qui épouse en 1894 Marie-Isabelle de Wurtemberg (1871 – 1904) puis, après son veuvage, épouse en 1906 Marie-Immaculée de Bourbon Deux-Siciles (1874 – 1947), sans postérité de ses deux unions ;
- Maximilien (1870 – 1951), prêtre ;
- Albert de Saxe (1875 – 1900), célibataire.

Sous les ordres de son frère Albert, il participe à la guerre austro-prussienne de 1866. Lors de la réorganisation de l'armée pendant la marche sur Paris au cours de la guerre de 1870, Albert prend la tête de la 4e armée dite armée de Meuse qui consiste en un regroupement des XIIe corps saxon, de la Garde prussienne et du 4e corps prusso-saxon. Georges succède alors à son frère à la tête du XIIe corps et devient maréchal.

### Roi de Saxe (1902-1904)
Le 19 juin 1902, le roi Albert Ier meurt sans postérité à l'âge de 74 ans.

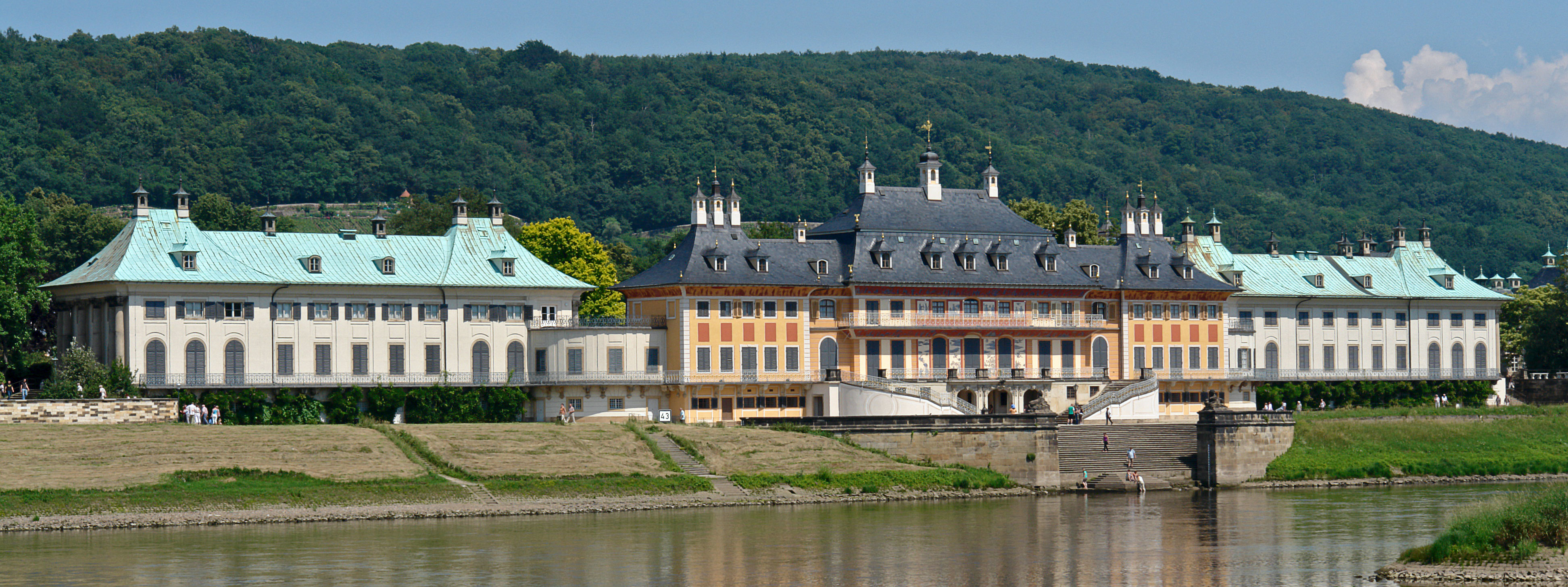
Château de Pillnitz où naquit et mourut le roi Georges

Georges devient roi sous le nom de Georges Ier. Veuf depuis 1884, le règne du roi Georges, dont la santé est fragile, est bref. Comme son prédécesseur, le roi est l'un des indéfectibles soutiens de Guillaume II et de l'Empire allemand. Dans le contexte du scandale provoqué par le départ de la cour de la princesse héritière, la santé du roi Georges Ier commence à décliner. En janvier 1903, "la fonction cardiaque est affaiblie, les poumons dilatés, le pouls très faible et l'alimentation presque nulle". Afin d'éviter à tout prix que la princesse héritière ne devienne reine au cas où le roi Georges mourrait, les avocats de la maison royale accélèrent les procédures de séparation et le divorce est prononcé dès le 11 février 1903.
Sur le plan politique, les Saxons envoient 23 députés (sur 24 mandats) du SPD au Reichstag lors des élections législatives du 16 juin 1903. Les adversaires des socialistes analysent ce succès comme le résultat de la fugue de la princesse héritière et de la campagne des pasteurs protestants contre la maison royale de Saxe.Certains opposants reprochent au roi de faire de la résistance aux idées libérales et à son gouvernement d'avoir pris maintes mesures afin de contrecarrer plus ou moins violemment les idées du parti socialiste et d'avoir jeté dans les bras de l'extrême gauche les éléments populaires qui tentaient de mener une poussée démocratique. Après plusieurs semaines de maladie atteignant le larynx et la sphère pulmonaire, le roi meurt le 15 octobre 1904 à l'âge de 72 ans après seulement deux ans de règne. Sa mort ne produit pas sur la population l'impression profonde causée par le décès du roi Albert. Le roi étant mort, comme son père, au château historique de Pillnitz, au bord de l'Elbe, son cercueil est embarqué de la terrasse qui domine le fleuve sur le bateau Roi Georges qui accoste à Dresde durant une cérémonie aux flambeaux. Les funérailles ont lieu le 19 octobre en présence de nombreux membres du Gotha tels Guillaume II, les archiducs François-Ferdinand et Charles d'Autriche, ou encore le prince Albert de Belgique.
Son fils aîné lui succède et devient roi sous le nom de Frédéric-Auguste III. Ce dernier abdique 14 ans plus tard, en 1918, après la révolution allemande, mettant fin au royaume de Saxe.